# Роки Појнт (Њујорк)
Роки Појнт (енгл. Rocky Point) насељено је место без административног статуса у америчкој савезној држави Њујорк.

## Демографија
По попису из 2010. године број становника је 14.014, што је 3.829 (37,6%) становника више него 2000. године.
| Група             | 2000.         | 2010.          |
| Белци             | 9.364 (91,9%) | 12.431 (88,7%) |
| Афроамериканци    | 69 (0,7%)     | 207 (1,5%)     |
| Азијати           | 123 (1,2%)    | 222 (1,6%)     |
| Хиспаноамериканци | 511 (5,0%)    | 978 (7,0%)     |
| Укупно            | 10.185        | 14.014         |